# Raión de Kajovka
Raión de Kajovka (en ucraniano: Каховський район) es un raión o distrito de Ucrania en la Óblast de Jersón. La capital es la ciudad de Kajovka.
Comprende una superficie de 6395,8 km².
Los límites del distrito se cambiaron oficialmente en julio de 2020 como parte de la reforma administrativa-territorial de Ucrania.

## Demografía
Según estimación 2010 contaba con una población total de 36824 habitantes.

## Otros datos
El código KATOTTG es UA65060000000061947, el código KOATUU fue 6523500000. El código postal 74280 y el prefijo telefónico +380 5536.